# 진폭 위상 편이 방식
진폭 위상 편이 방식(amplitude and phase-shift keying, asymmetric phase-shift keying, APSK)은 참조 신호의 진폭과 위상(반송파)을 모두 변경하고 조정함으로써 데이터를 전달하는 디지털 변조 방식이다. 즉, 진폭 편이 방식(ASK)과 위상 편이 변조(PSK)를 결합하여 심볼 세트(symbol-set)를 증가시키는 것이다. 직교 진폭 변조(QAM)의 상위 집합으로 간주할 수 있다. 전통적인 QAM 대비 장점(예: 160QAM)은 잠재적인 진폭 레벨의 수가 더 낮다는 점이다.

## 참고 문헌
- DVB-Flexible Serially Concatenated Convolutional Turbo Codes with Near-Shannon bound performance for telemetry applications, en:CCSDS-131.2-O-1.
- H. Méric, Approaching The Gaussian Channel Capacity With APSK Constellations, IEEE Communications Letters.
- Xiang, Xingyu; Valenti, Matthew C (2012년 10월 17일). “Closing the Gap to the Capacity of APSK: Constellation Shaping and Degree Distributions”. arXiv:1210.4831 [cs.IT].